# Pavel Babalean
Pavel Babalean (n. 28 iunie 1910, Gălănești, județul Suceava – d. 24 februarie 1950, Iași) a fost un pomicultor, cercetător și profesor universitar român, considerat unul dintre pionierii științei pomicole din România. În ciuda vieții sale scurte, contribuțiile sale în domeniul biologiei pomicole, al ecologiei și al tehnologiilor de cultură a pomilor fructiferi au constituit un important fundament pentru dezvoltarea pomiculturii moderne în România.

## Biografie

### Copilărie și educație
Pavel Babalean s-a născut la 28 iunie 1910, într-o familie de țărani din satul Gălănești, județul Suceava. După absolvirea școlii primare din sat, unde s-a remarcat ca un elev inteligent și sârguincios, a urmat cursurile Liceului "Eudoxiu Hurmuzachi" din Rădăuți, obținând bacalaureatul în anul 1928.
S-a înscris apoi la Facultatea de Agronomie din București, pe care a absolvit-o în 1933. După terminarea studiilor, a fost încadrat la 1 noiembrie 1933 pe postul de "inginer agronom, Șef al secției horticole" la Pepiniera Istrița, care era baza de practică a facultății.

### Carieră profesională
În perioada 1 noiembrie 1936 până la 1 noiembrie 1938, Pavel Babalean a studiat ca "asistent benevol" la "Institutul de Pomicultură" din Berlin-Dahlem, sub îndrumarea profesorului Kemmer, unde a pregătit și o teză de doctorat intitulată "Zur frage des fruchtansatzes beim Appel" (Fenomenul diferențierii mugurilor de rod și cel de fecundare și legarea fructelor la măr).
După întoarcerea de la studii, la 1 noiembrie 1938, a fost detașat de la Istrița la catedra de Pomicultură a Facultății de Agronomie din București, cu scopul de a organiza baza de practică, câmpul de experiențe, grădina și serele de flori, precum și plantația de măr de la ferma Băneasa. A fost numit asistent suplinitor la 1 aprilie 1939, iar de la 1 octombrie același an, conferențiar suplinitor, la vârsta de doar 29 de ani.
A predat cursul de Horticultura la Facultatea de Agronomie din București până în anul 1942, când, la data de 15 ianuarie, a fost numit conferențiar la Facultatea de Agronomie din Iași. A devenit profesor în anul 1948 la disciplina Horticultura-viticultură, funcție pe care a deținut-o până la decesul său prematur din 24 februarie 1950, survenit în urma unei operații de ulcer.

### Familie
Informațiile privind familia sa sunt puține, documentele consultate neoferind detalii despre viața personală a profesorului Pavel Babalean.

## Activitate științifică
Deși a avut o carieră scurtă, de doar 17 ani, Pavel Babalean a lăsat în urma sa o operă științifică remarcabilă, ale cărei direcții principale pot fi grupate astfel:

### Cercetări în domeniul biologiei pomicole
Cercetările sale în domeniul biologiei au început cu lucrarea de doctorat de la Berlin-Dahlem (1936-1938), "Zur frage des fruchtansatzes beim Appel" (Fenomenul diferențierii mugurilor de rod și cel de fecundare și legarea fructelor la măr), care a fost citată de C.F. Rudolff și W. Herbst și recenzată de O. Bosian.
Câteva din rezultatele acestei lucrări se referă la:
- Inegalitatea florilor în cadrul inflorescenței la măr, determinată de substanțe de creștere
- Definirea raportului fructe/flori ca o caracteristică de soi, pe care autorul a denumit-o "înclinație spre a lega fructe"
- Comportamentul diferit al stigmatelor la soiurile triploide

O altă lucrare importantă de biologie pomicolă este "Observațiuni asupra formării mugurilor de rod la sâmburoase", în care a studiat fenomenul biologic al diferențierii mugurilor de rod sub aspect morfologic, stabilind momentul producerii lui și relația între creșterea vegetativă și diferențiere.
Profesorul Babalean a efectuat și studii aprofundate privind fenomenul autofertilității, sterilității și infertilității la principalele specii pomicole, aducând o contribuție substanțială la cunoașterea acestor însușiri de care se leagă direct producția.
În lucrarea "Cercetări asupra curbării și ciupirii ramurilor de păr cu privire la formarea mugurilor de rod" (1941), a demonstrat că aceste tehnici sporesc de 3-36 ori formarea mugurilor de rod comparativ cu martorul, oferind și recomandări practice originale pentru grăbirea punerii pe rod a pomilor.

### Cercetări în domeniul ecologiei pomicole
Pavel Babalean a subliniat că pentru producerea fiecărei unități de biomasă vegetală se utilizează sute de unități de apă și zeci de mii de calorii în procesul respirației. A clasificat speciile de pomi după pretențiile față de apă astfel: caisul, cireșul, vișinul, piersicul, părul, gutuiul, prunul și mărul, observând că semințoasele au un consum mai redus de apă, dar surprinzător, prunul, o sâmburoasă, se află lângă măr.
Una dintre lucrările sale importante de ecologie a fost "Modul de comportare a câtorva varietăți de cais la gerurile târzii din primăvara anului 1941", unde a studiat comportamentul diferitelor soiuri de cais în condiții climatice extreme, cu variații mari de temperatură. Rezultatele au arătat diferențe semnificative între soiuri în ceea ce privește rezistența la înghețurile de primăvară, informații valoroase pentru cultivatorii de caiși.

### Cercetări în domeniul tehnologiei pomicole
Publicațiile sale în domeniul tehnologiei pomicole redau în totalitate rezultate proprii, care sunt relevante atât pentru cercetători, cât și pentru practicieni. Cele mai importante lucrări de acest fel au fost: "Preocupări horticole", "Cercetări asupra posibilității de a obține portaltoi din soiurile de mere", "Plantații piersici de un an", "Cireșul (schiță monografică)", "Vișinul (schiță monografică)", "Culesul, păstrarea și valorificarea fructelor", "Depozitele pentru prefacerea și păstrarea fructelor", "Norme asupra tăierii pomilor", "Răritul fructelor", "Portaltoi și forme de pomi de viitor".

## Lucrări
Pavel Babalean a publicat numeroase lucrări științifice și didactice, dintre care cele mai importante sunt:

### Cărți și monografii
- Rodirea pomilor, Editura Bucovina, București, 1941
- Indicator tehnic pomicol, județul Hunedoara, 1945
- Curs de horticultura, Vol. I (Pomicultura), Litografia Facultății de Agronomie, Iași
- Curs de horticultura, Vol. II (Pepiniere), Litografia Facultății de Agronomie, Iași

### Articole științifice
- "Cercetări asupra influenței curbării și ciupirii ramurilor de păr cu privire la formarea mugurilor de rod", Viața agricolă, nr. 7, 1941
- "Cercetări cu privire la efectul stropirilor de iarnă asupra pomilor", Viața agricolă, nr. 19, 1943
- "Comunicare asupra modului de comportare a câtorva varietăți de caiși la gerurile târzii din primăvara anului 1941"
- "Unele aspecte privind manifestarea fenomenului heterozis la hibrizii dubli de porumb" (în colaborare cu T. Sarea, T. Pârvan și V. Butnaru), Analele ICAR, București, 1979 (publicată postum)

## Contribuții și recunoaștere
Pavel Babalean este recunoscut ca unul dintre fondatorii științei pomicole moderne din România. Principalele sale contribuții includ:
- Prima lucrare substanțială de biologie pomicolă din literatura de specialitate din România ("Rodirea pomilor", 1941)
- Primul îndrumător practic important de pomicultură din perioada antebelică ("Indicator tehnic pomicol", 1945)
- Cercetări originale privind diferențierea mugurilor de rod și legarea fructelor
- Tehnici inovatoare pentru grăbirea punerii pe rod a pomilor
- Studii de rezistență a soiurilor de cais la gerurile de primăvară

Profesorul Babalean a fost apreciat în mediul academic internațional, lucrarea sa de doctorat fiind citată și recenzată în Germania. A fost consemnat în istoria științei cibernetice, prin recunoașterea explicării unor fenomene biologice cu ajutorul conexiunii inverse, pe baza legii reversibilității, contribuind astfel la explicarea fenomenului adaptării organismelor vii în condiții de mediu.
A fost membru al Societății Naționale de Științe din România, membru al Colegiului Inginerilor Agronomi și membru al Vreinigung fur angewandte Botanik din Berlin.